# Tremelo
Tremelo és un municipi belga de la província de Brabant Flamenc a la regió de Flandes. Està compost per les seccions de Tremelo, Baal i Ninde.

## Personatges il·lustres
- Damià de Molokai (Jozef De Veuster)